# ГЕС Турну
ГЕС Турну — гідроелектростанція у центральній частині Румунії, в повіті Вилча (історичний регіон Трансильванія). Входить до складу каскаду на річці Олт (ліва притока Дунаю), який нараховує кілька десятків станцій. Знаходиться між ГЕС Gura Lotrului (вище за течією) та ГЕС Calimanesti.
Станція розташована невдовзі після впадіння правої притоки Лотру, створений на якому каскад включає другу за потужністю ГЕС країни Ciunget. Надходження значного ресурсу з Лотру, а також найбільший для станцій олтійського каскаду напір — 24 метри — дозволив ГЕС Турну стати найпотужнішою серед споруджених на Олті. Зазначений напір забезпечується бетонною греблею висотою 44 метри та довжиною 60 метрів, яка безпосередньо перекриває русло річки та включає в себе машинний зал. Крім того, обабіч греблі починаються і тягнуться вище за течією земляні дамби максимальною висотою 27 метрів та загальною довжиною 0,8 км. На ці споруди пішло 120 тис. м3 бетону та 0,6 млн м3 ґрунту. Вони утворили водосховище із площею поверхні 1,5 км2 та середнім об'ємом 13 млн м3.
Машинний зал обладнаний двома турбінами типу Каплан, які мають загальну потужність у 70 МВт та забезпечують середньорічний виробіток на рівні 194 млн кВт·год.